# 滇南芙蓉
滇南芙蓉（学名：Hibiscus austroyunnanensis）为锦葵科木槿属下的一个种。其种加词“austroyunnanensis”意为“滇南的”。